# Уффикон
Уффикон (нем. Uffikon) — населённый пункт в Швейцарии, в кантоне Люцерн. 
До 2005 года имел статус отдельной коммуны. 1 января 2006 года вошёл в состав коммуны Дагмерзеллен.
Входит в состав избирательного округа Виллизау (до 2012 года входил в состав управленческого округа Виллизау).
Население составляет 680 человек (на 31 декабря 2004 года). Официальный код — 1144.

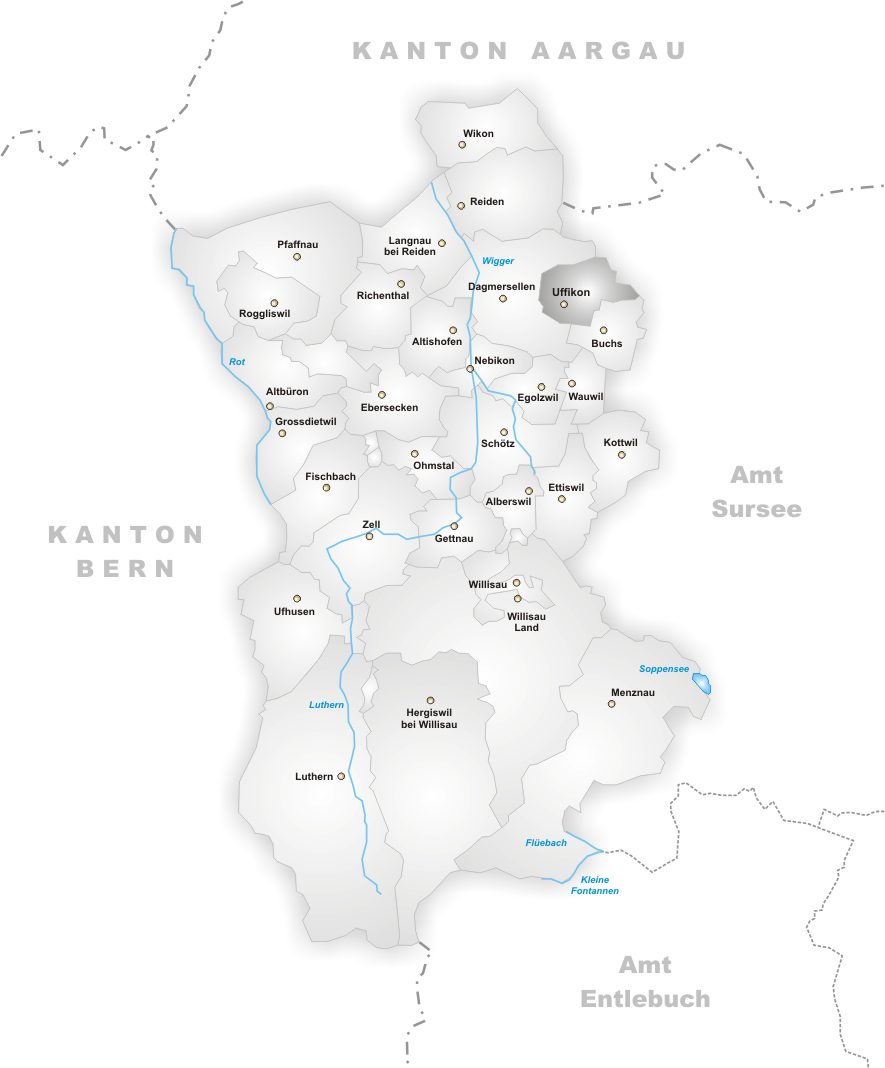
Уффикон